# Bodum (Gemeinde)

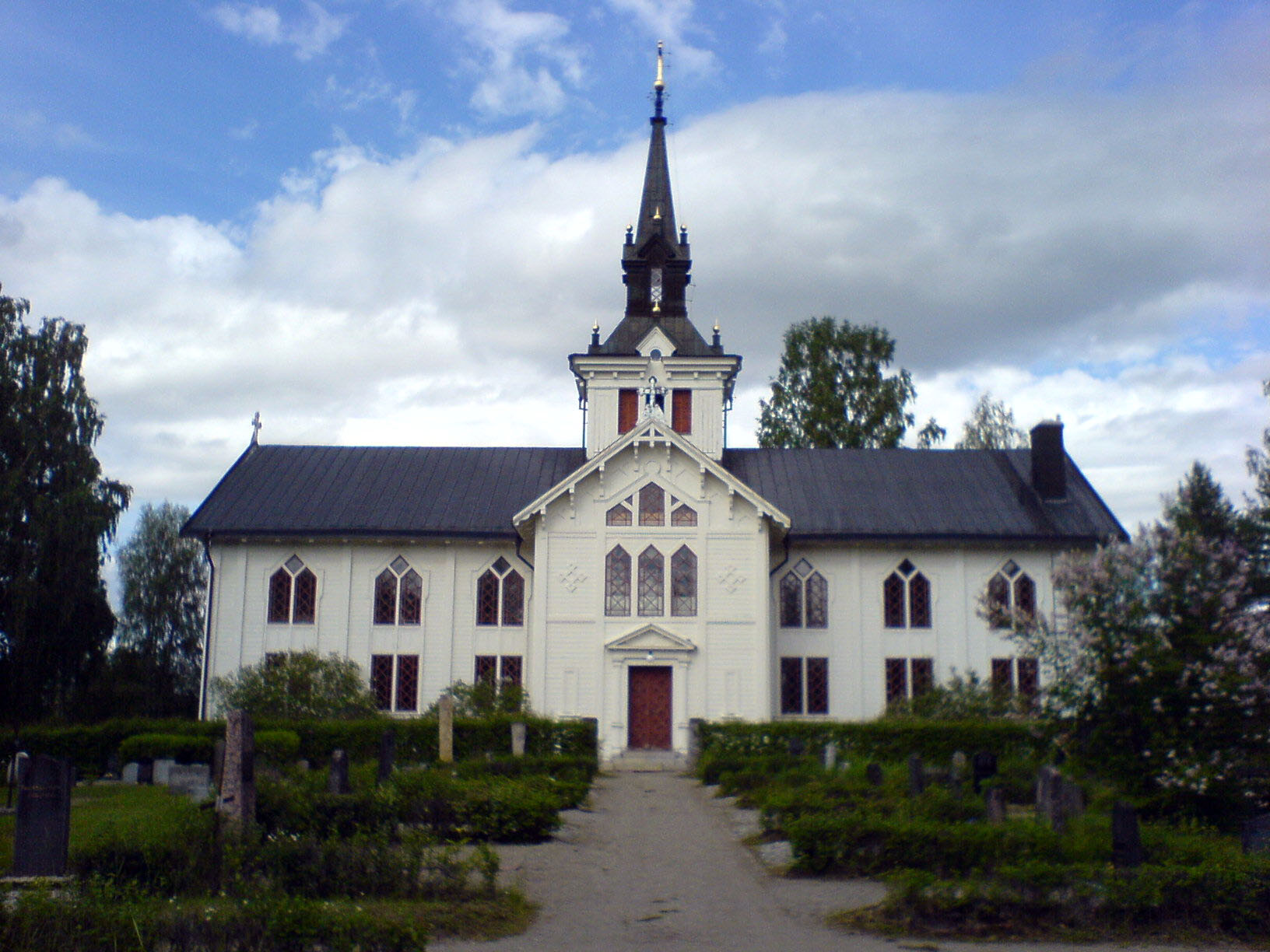
Bodums Kirche

Bodum ist eine ehemalige Gemeinde in Västernorrlands län in Schweden. 
Die 1863 gegründete Gemeinde bestand bis Ende des Jahres 1951. Die Gemeinde ist heute Bestandteil der Gemeinde Strömsund. Der Hauptort der Gemeinde war Rossön. Das Kirchspiel, die bodums socken, hat ihren Sitz in der Bodums Kirche in Rossön.